# Pàrvati

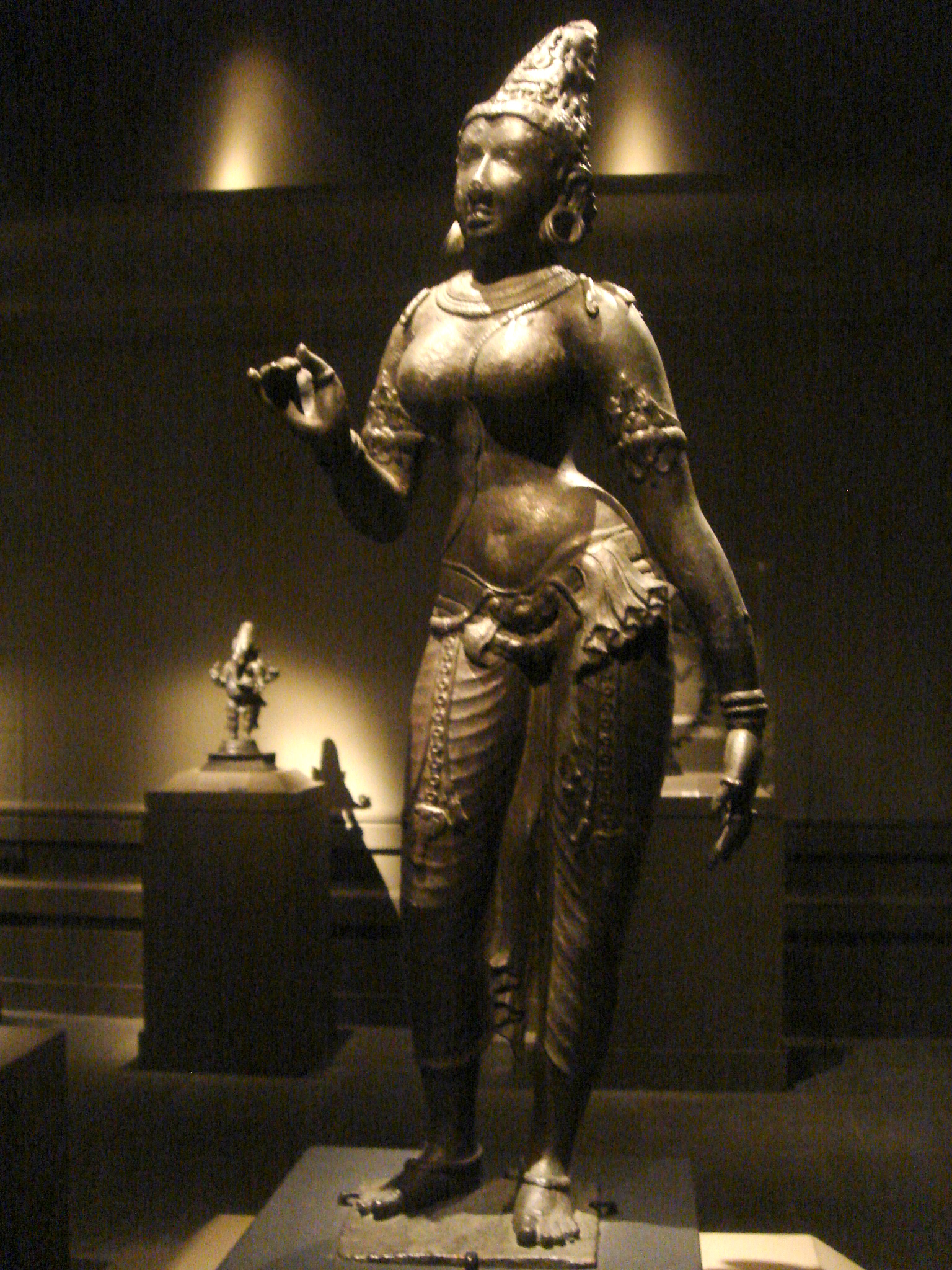
Bronze Chola de Pàrvati

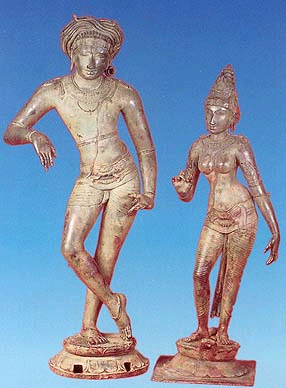
Bronze Chola de Xiva i Parvati

Pàrvati (en sànscrit पार्वती Pārvatī) és una deessa del panteó hinduista. El seu nom significa "filla de Pàrvata" ("muntanya"), filla de Hima-vat ("que té neu", és a dir les muntanyes de l'Himàlaia). És la mare de Ganeix (déu amb el cap d'elefant) i de Karttikeya (Skanda, el déu de la guerra). És la consort de Xiva i una de les formes de Kali i de Durga.

## Altres noms
Pàrvati també es coneix amb altres noms com Uma. L'origen d'aquest nom es troba en el Xiva-Purana: sa mare li va dir: u mā ("oh [filla], no [practiquis austeritats]"). Com a marit d'Uma, a Xiva se'l coneix igualment per:
- Cumā-nath (senyor d'Uma)
- Umāpati (marit d'Uma)
- Umā-sahāya (company d'Uma)
- Umeśa (senyor d'Uma)

També hi ha una divinitat a l'Índia denominada Umeśa: és una combinació d'aquesta parella, Umā i Īśa (Xiva) en una sola estàtua.
L'actriu nord-americana Uma Karuna Thurman va rebre aquest nom en honor d'aquesta deessa (umā-karuna vol dir "la misericòrdia d'Uma", com umā-kripa o umā-prasāda).